# Wood Buffalo National Park
Wood Buffalo National Park er en canadisk nationalpark, der ligger i den nordvestlige del af  Alberta og den sydlige del af Northwest Territories, og er den største nationalpark i Canada med et areal på 44.807 km².  Parken blev oprettet i 1922 for at beskytte verdens største vildtlevende bestand af skovbison (en underart af amerikansk bison), i nutiden anslået til  omkring  5.000 dyr. I parken findes et af kun to kendte yngleområder for den udrydningstruede trompetertrane (Grus americana).
Parken ligger i 183 meters højde ved floden Little Buffalo og når op i  945 meters højde på Caribou Mountains. Parkforvaltningens hovedkontor ligger i Fort Smith. Her danner floderne Peace, Athabasca og Slave River et stort floddelta.

## Verdensarvsområde
Området blev udnævnt til  UNESCO Verdensarvsområde i 1983, dels for den biologiske mangfoldighed i  Peace-Athabasca-deltaet, som er et af verdens største floddeltaer, dels for at beskytte bestanden af vild bison.